# Menesch
Menesch war die altägyptische Bezeichnung für den neuen Typ eines Hochseeschiffes, der in der Regierungszeit von Amenophis III. entstand und dem Aussehen von syrisch-kanaanäischen Handelsschiffen entsprach. Die altägyptische Variante hatte jedoch höhere Bordwände. Der Bug und das Heck waren außerdem hochgezogen und zeigten eine identische Gestaltung. 
In direktem Zusammenhang steht die Ortsnamenliste aus dem Totentempel des Amenophis III. Die zugehörigen Ortsnamen von Tanaja belegen, dass der altägyptische König (Pharao) unter Nutzung eigener altägyptischer Schiffe die Handelsbeziehungen in die Ägäis intensivierte. Begleitend folgten zumeist die qerer-Transportschiffe. 
Die Menesch-Schiffe waren, im Gegensatz zu den von Echnaton technologisch verbesserten Hochseeschiffen, nicht in der Lage, auf der direkten Seeroute via nordafrikanische Küste nach Keftiu zu gelangen. 